# 14e régiment de cuirassiers polonais
Le 14e régiment de cuirassiers est une unité de cavalerie lourde de l'armée du duché de Varsovie, créée en 1809 et en service jusqu'en 1813.
C'est le seul régiment de cuirassiers à avoir été formé au sein de l'armée polonaise.

## Organisation

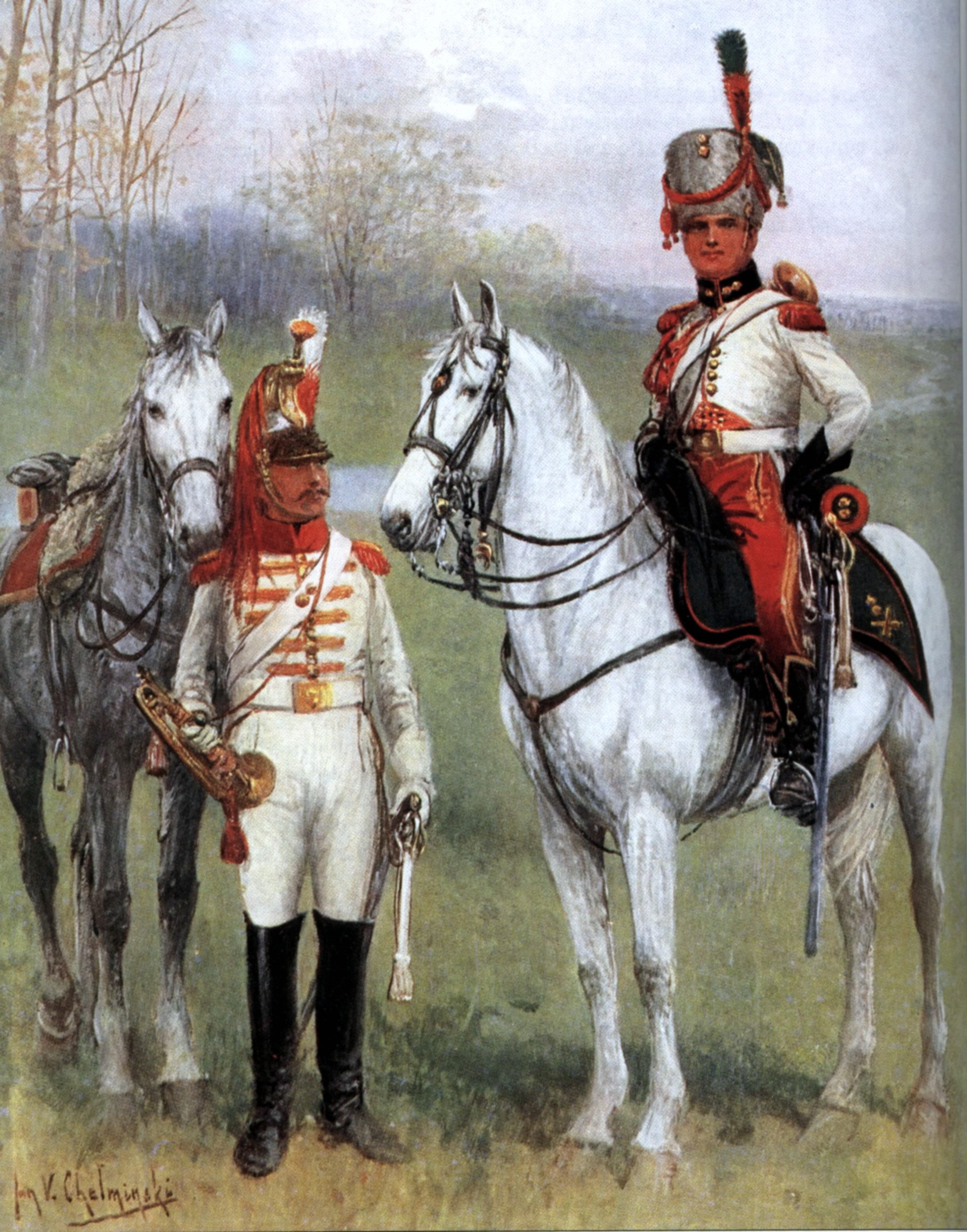
Trompettes du 14e régiment de cuirassiers (à gauche) et de l'artillerie à cheval de l'armée du duché de Varsovie (à droite). Peinture de Jan Chełmiński.

Un régiment de cuirassiers est levé en 1809 sur la propriété de l'homme d'État (et colonel) Stanisław Malachowski à Końskie. Conformément à la tradition de l'époque, ce dernier est nommé à la tête du corps le 1er septembre 1809. À partir du 18 janvier 1813, le commandement en second est assuré par le colonel Kazimierz Dziekoński. 
Début décembre 1809, l'unité arrive à Varsovie et y tient garnison jusqu'en mai 1812. Son apparence, qui n'est pas sans rappeler les « hussards ailés » de l'ancienne République des Deux Nations, lui vaut d'être particulièrement admirée des habitants de la capitale. 
À la fin décembre 1809, l'effectif du régiment se monte à 610 hommes. L'année suivante, il ne compte plus toutefois que 419 cavaliers répartis en deux escadrons.

## Historique des combats

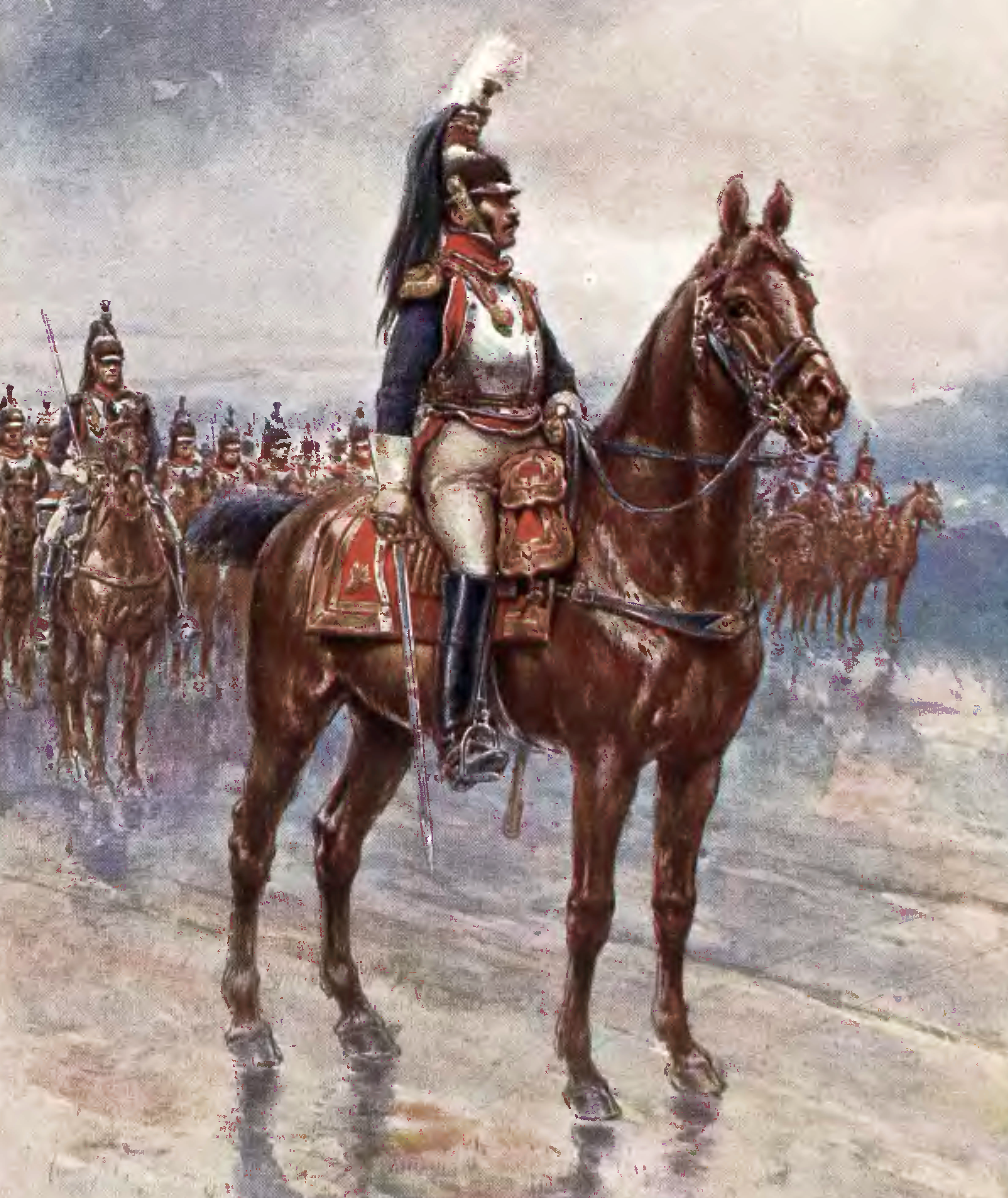
Officier du 14e régiment de cuirassiers polonais (par Bronisław Gembarzewski).

En 1812, les cuirassiers polonais prennent part à la campagne de Russie. Affectés au 4e corps de réserve de cavalerie de La Tour-Maubourg, ils sont incorporés, aux côtés des gardes du corps saxons et du régiment de cuirassiers de Zastrow, à la brigade Thielmann de la 7e division de cavalerie lourde (général Lorge),. Leur chef est le colonel Matadem. 
Ils connaissent leur premier engagement le 7 septembre 1812 à la bataille de la Moskova, lors d'une charge sur la Grande Redoute au cours de laquelle ils capturent 300 Russes. D'après Oleg Sokolov, cet engagement coûte au 14e cuirassiers 7 officiers et 107 sous-officiers et soldats tués ou blessés, sur un effectif initial de 180 hommes ; Alain Pigeard indique pour sa part que les cuirassiers polonais ont perdu un tiers des leurs. Le major du régiment, Jabłoński, est tué.
L'unité participe également à la campagne d'Allemagne de 1813 et intègre, durant l'été, le 4e corps de réserve de cavalerie de Kellermann ; les cuirassiers forment alors, en compagnie des krakus, une brigade dite d'« avant-garde » sous les ordres du général Umiński. Le 9 septembre 1813, à Strahwalde, cette brigade met en fuite un détachement de cosaques et de dragons russes qui perd 35 hommes. Le 14e cuirassiers combat une dernière fois à la bataille de Leipzig du 16 au 19 octobre suivant.

## Uniformes

### Troupe
En grande tenue, la veste est bleu foncé à revers et collet rouges. Les parements sont également rouges à passepoil bleu foncé, et deux grenades ornent les retroussis de l'habit.

### Trompettes
Au sein du régiment de cuirassiers polonais, seuls les trompettes ont des uniformes très distincts de ceux portés par leurs homologues français.